# Окегава
Окегава (яп. 桶川市 Окэгава-си) — город в Японии, находящийся в префектуре Сайтама. Площадь города составляет 25,26 км², население — 73 951 человек (1 августа 2014), плотность населения — 2927,59 чел./км².

## Географическое положение
Город расположен на острове Хонсю в префектуре Сайтама региона Канто. С ним граничат города Агео, Китамото, Коносу, Хасуда, Куки и посёлки Ина, Кавадзима.

## Население
Население города составляет 73 951 человек (1 августа 2014), а плотность — 2927,59 чел./км². Изменение численности населения с 1980 по 2005 годы:
| 1980 | 55 747 чел. |  |
| 1985 | 61 499 чел. |  |
| 1990 | 69 029 чел. |  |
| 1995 | 73 084 чел. |  |
| 2000 | 73 967 чел. |  |
| 2005 | 73 677 чел. |  |

## Символика
Деревом города считается Zelkova serrata, цветком — рододендрон.